# Двадесет и втори артилерийски полк
Двадесет и втори артилерийски полк е български артилерийски полк, формиран през 1916 година, взел участие в Първата световна война (1915 – 1918).

## Формиране
Двадесет и втори артилерийски полк е формиран на 10 март 1916 в София в състав от две артилерийски отделения с шест батареи и два дивизионни паркови взвода. Влиза в състава на 11-а артилеийска бригада. Полкът взема участие в Първата световна война (1915 – 1918). След края на войната, през октомври 1918 г. в Горна Джумая полкът е демобилизиран. На 29 май 1919 е разформирован, като личният състав и имуществото му са предадени на 21-ви артилерийски полк.

## Командири
- Полковник Дянко Неделчев (Първа световна война)